# Lago del Narèt
Der Lago del Narèt ist ein Stausee im schweizerischen Kanton Tessin in der Gemeinde Lavizzara, der Ende der 1960er-Jahre von den Maggia Kraftwerken angelegt wurde.

## Lage
Der See befindet sich zuhinterst im Val Sambuco und ist durch den Aufstau der noch sehr jungen Maggia mittels der beiden Staumauern Narèt I und Narèt II entstanden. Die nächstgelegene Ortschaft ist Fusio. Das Stauziel des Sees befindet sich auf 2310 m ü. M. In der Nähe befinden sich mehrere kleine Bergseen, die in den Lago del Narèt entwässern. Dazu gehören der Lago del Corbo und der Lago di Val Sabbia. Unterhalb der Staumauer Narèt II befindet sich der Lago Scuro.

## Zufahrtsstrasse
Die Zufahrt zum Lago del Narèt ist über eine 14,2 km lange Fahrstrasse möglich, die bei Fusio beginnt. Der Zugang zur Strasse ist mit Schranken geregelt, die im Sommer entsprechend der Befahrbarkeit der Strasse geöffnet werden. Nach der ersten Schranke bei Fusio windet sich die Strasse an der östlichen Talseite empor zum Lago del Sambuco. Bei dessen Staumauer befindet sich die zweite Schranke, nach der sich die Strasse auf eine Breite von 2,8 m verengt. Obwohl sie teilweise in schlechtem Zustand ist, darf sie bei angepasster Geschwindigkeit auch mit Autos befahren werden. Zuerst führt sie entlang dem Ostufer des Stausees bis zum nördlichen Ende des Sees, wo sie beginnt moderat anzusteigen. Nach etwa 6 km ist bei der Alp Grasso di Dentro eine weitere Schranke erreicht, die im Juni noch geschlossen sein kann. Von dort aus windet sich die wieder etwas breitere Strasse zu den beiden über der Baumgrenze liegenden Staumauern des Lago del Narèt hoch. Beim Strassenkonsortium ist die Befahrbarkeit der Strasse ersichtlich.
Beide Staumauern des Lago del Narèt sind befahrbar. Gegen das Ende der Zugangsstrasse zweigt links die Zufahrt zur Staumauer Narèt II ab. Auf der anderen Seite der Staumauer befindet sich eine geschotterte Parkfläche, die häufig als Ausgangspunkt für Wanderungen zur Cristallinahütte, italienisch Capanna Cristallina, dient. Der 6,5-stündige Aufstieg von Fusio kann dadurch auf 2,5 Stunden verkürzt werden.
Die Zufahrtsstrasse führt direkt über die nördlicher liegende Staumauer Narèt I, an deren anderen Ende ebenfalls eine kleine Parkfläche liegt, wo ausgezeichnete Wanderwege beginnen, wie beispielsweise die eine halbe Stunde dauernde Wanderung hinauf zum Passo del Narèt oder dann weiter zwei Stunden bis zur Cristallinahütte.

## Funktion
Der Lago del Narèt dient den Maggia Kraftwerken als Speicher für Wasser, das im Sommer aus Niederschlägen und Schneeschmelze im Gebiet anfällt, sodass es im Winter für die Energieproduktion verwendet werden kann. Das direkte Einzugsgebiet des Sees beträgt 4,05 km². Der See ist mit einem unterirdischen sieben Kilometer langen Druckstollen mit dem Lago dei Cavagnöö verbunden, an den auch der Lago Sfundau angeschlossen ist. Diese beiden Seen bilden somit ein zusätzliches indirektes Einzugsgebiet von 6,02 km² für den Lago del Narèt. Zusätzlich wird Wasser von der Zentrale Robièi aus dem Ausgleichsbecken Lago di Robièi in die Seen hochgepumpt. Diese Zentrale verarbeitet wiederum das Wasser aus den drei Seen.
Im Lago del Narèt kann eine Wassermenge eingelagert werden, aus der 150 Mio. kWh Strom erzeugt werden kann. Die Energiewandlung findet in den Zentralen Robièi, Bavona, Cavergno und Verbano statt, bis das Wasser in den Lago Maggiore übergeben wird. Wegen des grossen Gefälles zwischen dem Seespiegel auf 2300 m ü. M. und dem Lago Maggiore auf 193 m ü. M. lässt sich gemessen am Inhalt des Sees sehr viel Energie gewinnen, was dem See einen Energiegleichwert von 4,75 kWh pro Kubikmeter Seeinhalt gibt.

## Technische Daten der Staumauern
|                 | Narèt I        | Narèt II          |
| --------------- | -------------- | ----------------- |
| Fertigstellung: | 1969           | 1969              |
| Sperrentyp:     | Bogenstaumauer | Gewichtsstaumauer |
| Kronenlänge:    | 435 m          | 260 m             |
| Höhe:           | 80 m           | 45 m              |
| Sperrenvolumen: | 303'000 m³     | 69'000 m³         |

Quellen: Geoserver, Schweizerisches Talsperrenkomitee